# بوعاز شرعابی
بوعاز شرعابی (به عبری: בעז שרעבי) بازیگر، خواننده، ترانه‌سرا، آهنگ‌ساز، نوازنده گیتار و پیانیست اسرائیلی است.
وی در سال‌های آغازین دهه هفتاد به صورت حرفه‌ای وارد کار موسیقی شد. در طی بیش از چهل سال فعالیت حرفه‌ای بیش از دو میلیون کپی از آلبوم‌های وی در اسرائیل فروش رفته‌است.
از مشهورترین ترانه‌های بوعاز شرعابی، می‌توان به «امشب تو مال منی»، «پاملا» و «زمانی که بیایی» اشاره کرد.